# Синод УГКЦ
Сино́д єпи́скопів УГКЦ — законодавчий орган та трибунал у межах Української греко-католицької церкви. 
До компетенції синоду також належить обрання глави та єпископів УГКЦ. Учасниками синоду є всі єпископи УГКЦ за винятком тих, що перебувають під канонічним покаранням.
Синод очолює Верховний Архієпископ Києво-Галицький Святослав (Шевчук). Секретарем синоду є владика Андрій (Хім'як).

## Синоди
Згідно з рішенням Синоду Єпископів, який проходив у Бучачі в серпні 2000 року, створено дві нові єпархії — Стрийську і Сокальську — та реорганізовано «Тернопільську» і «Зборівську»: утворено Тернопільсько-Зборівську та Бучацьку єпархії.
24—25 червня 2015 року в Марійському духовному центрі в Зарваниці під головуванням Глави УГКЦ Блаженнішого Святослава відбулася 68 сесія Синоду Єпископів Києво-Галицького Верховного Архієпископства УГКЦ.